# Tokaji borvidék
A Tokaji borvidék vagy Tokaj-hegyaljai borvidék (röviden Hegyalja vagy Tokaj-Hegyalja) a világ első zárt borvidéke, 1737 óta. Magyarország északkeleti részén, a Zempléni-hegység déli, délkeleti lábainál található. Területe 88 124 hektár. Az UNESCO Világörökség Bizottsága mint kultúrtájat 2002-ben felvette a világörökségi listára Tokaj-hegyaljai történelmi borvidék kultúrtáj néven.

## Földrajz

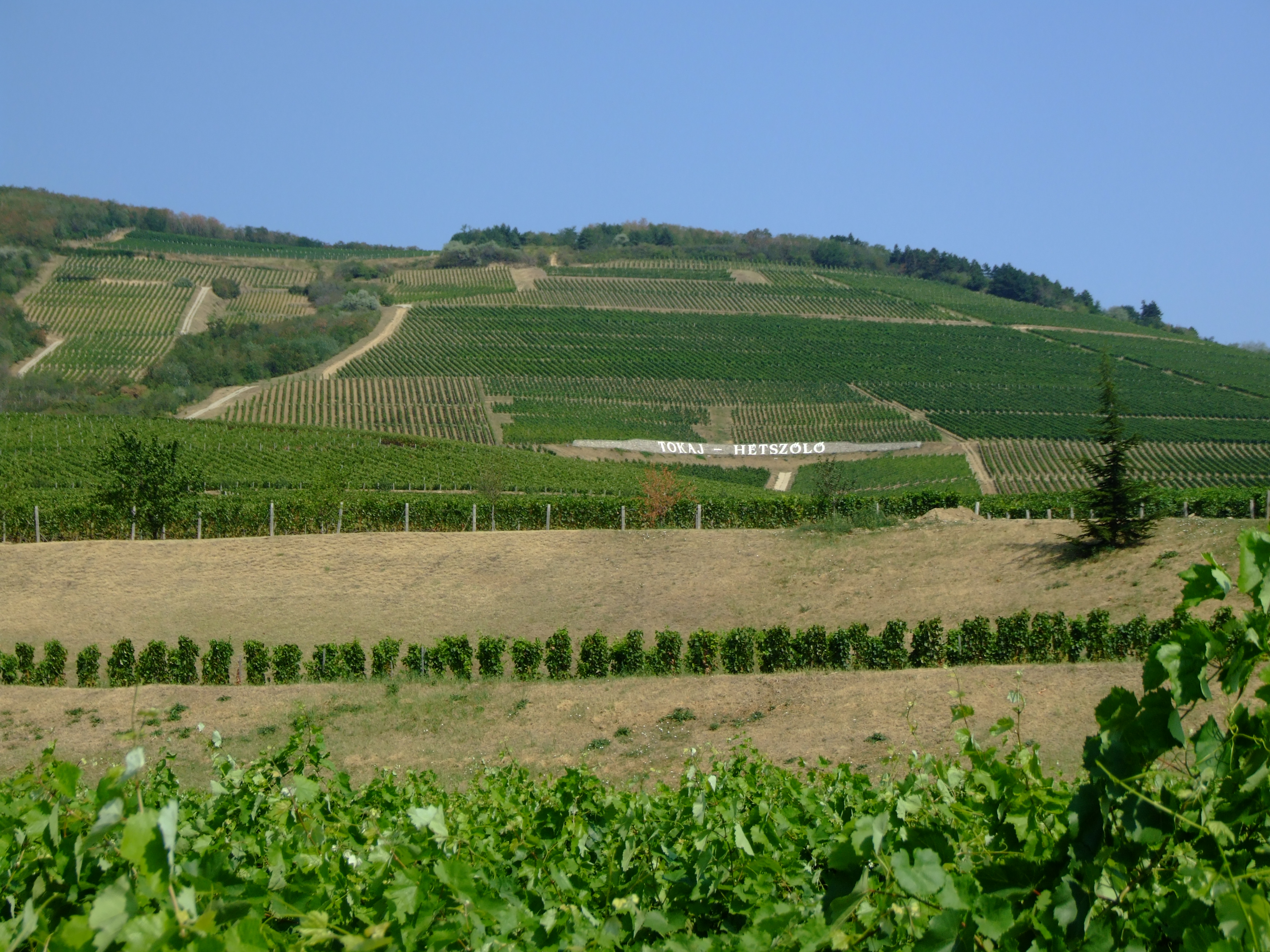
A borvidék a világörökség része

A Tokaji borvidék 87 km hosszúságban és 3–4 km szélességben terül el, mintegy 5478 hektárnyi területen, három jellegzetes hegy, az abaújszántói és a sátoraljaújhelyi Sátor-hegy, valamint a tokaji Kopasz-hegy közötti háromszögben, 27 település határában.
A borvidék kontinentális éghajlatú. A legtöbb helyen vulkanikus alapkőzet (andezit, riolit, s ezek tufái), illetve az ezen kialakult nyiroktalaj található. Az ásványi anyagokban gazdag vulkáni kőzeten testes, erős savgerinccel bíró, minerális jegyekkel rendelkező borok készíthetők. A löszösebb talajú részeken (pl. Kopasz-hegy), az alacsonyabb savtartalom miatt, lágyabb karakterű borok születnek, ezen dűlők alkalmasabbak illatosabb fajták termesztésére. Az aszúsodást, vagyis nemes rothadást előidéző Botrytis cinerea penészgomba nem csak Tokaj-Hegyaljára jellemző, több más borvidéken megtalálható (Arad-hegyalja, Mór). Azonban a termőhely, az egyedi mikroklíma, a környező folyók (Bodrog, Tisza) és a megfelelő szőlőfajta (furmint, hárslevelű, sárga muskotály, zéta, kövérszőlő, kabar) egymásra találásának eredményeképpen itt évről évre bekövetkezik az aszúsodás. A borvidék riolittufába vájt pincerendszereinek jellegzetes sajátossága a pincék falát vastagon borító nemes pincepenész, a Cladosporium cellare, ami viszont (a Botrytis cinereával ellentétben) a világon csak itt, és a Rajna-menti borpincékben fordul elő. Ez a gomba a tokaji borok minőségének biztosításában fontos szerepet játszik, szabályozza a pincék levegőjének páratartalmát.

### Települései

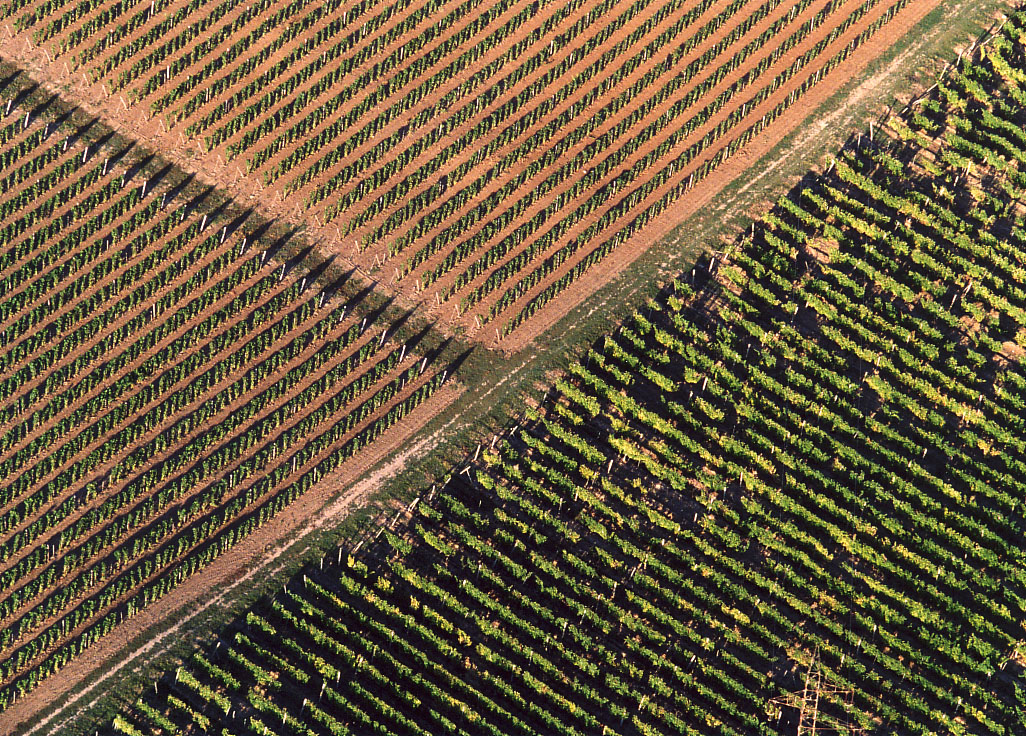
Hegyaljai táj

A Tokaji borrégió egyetlen borvidékből, a Tokaji borvidékből áll. A borvidék kiterjedését a Tokaj oltalom alatt álló eredetmegjelölés termékleírásának „Körülhatárolt terület” fejezete határozza meg. Ez alapján a borvidék a következő 27 települést foglalja magában:
| - Tokaj - Abaújszántó - Bekecs - Bodrogkeresztúr - Bodrogkisfalud - Bodrogolaszi - Erdőbénye | - Erdőhorváti - Golop - Hercegkút - Legyesbénye - Mád - Makkoshotyka - Mezőzombor | - Monok - Olaszliszka - Rátka - Sárazsadány - Sárospatak - Sátoraljaújhely - Szegi | - Szegilong - Szerencs - Tállya - Tarcal - Tolcsva - Vámosújfalu |

## Elnevezése
A Tokaj-Hegyalja elnevezés Tokaj városáról és az eredetileg csak Hegyalja nevű környező vidékről kapta a nevét. A magyar Hegyalja elnevezést már a 16. században használták. A térség latin Districtus Submontaneus, azaz „Hegyaljai kerület” neve később közigazgatási beosztásként is feltűnt.
Tokaj várát a 16–17. században Európa-szerte ismerték, ezért a külföldi borkereskedők a „tokaji bort” keresték az egész Hegyalján, és a vidék Európa-szerte mint „Tokaj hegyvidéke” (latinul: Montium vitiferorum Tokaiensis, németül: Tokayer Gebürg vagy Tokajer Wein-Gebürg) néven vált ismertté. Ez lassanként a magyarországi szóhasználatban is polgárjogot kapott, és a területet a 18. századtól kezdve Tokaj-Hegyaljának kezdték nevezni, a hivatalos Hegyalja név mellett. Ez utóbbit csak a 20. század elejétől váltotta fel hivatalosan is a Tokaj-Hegyalja név.

## Történelem

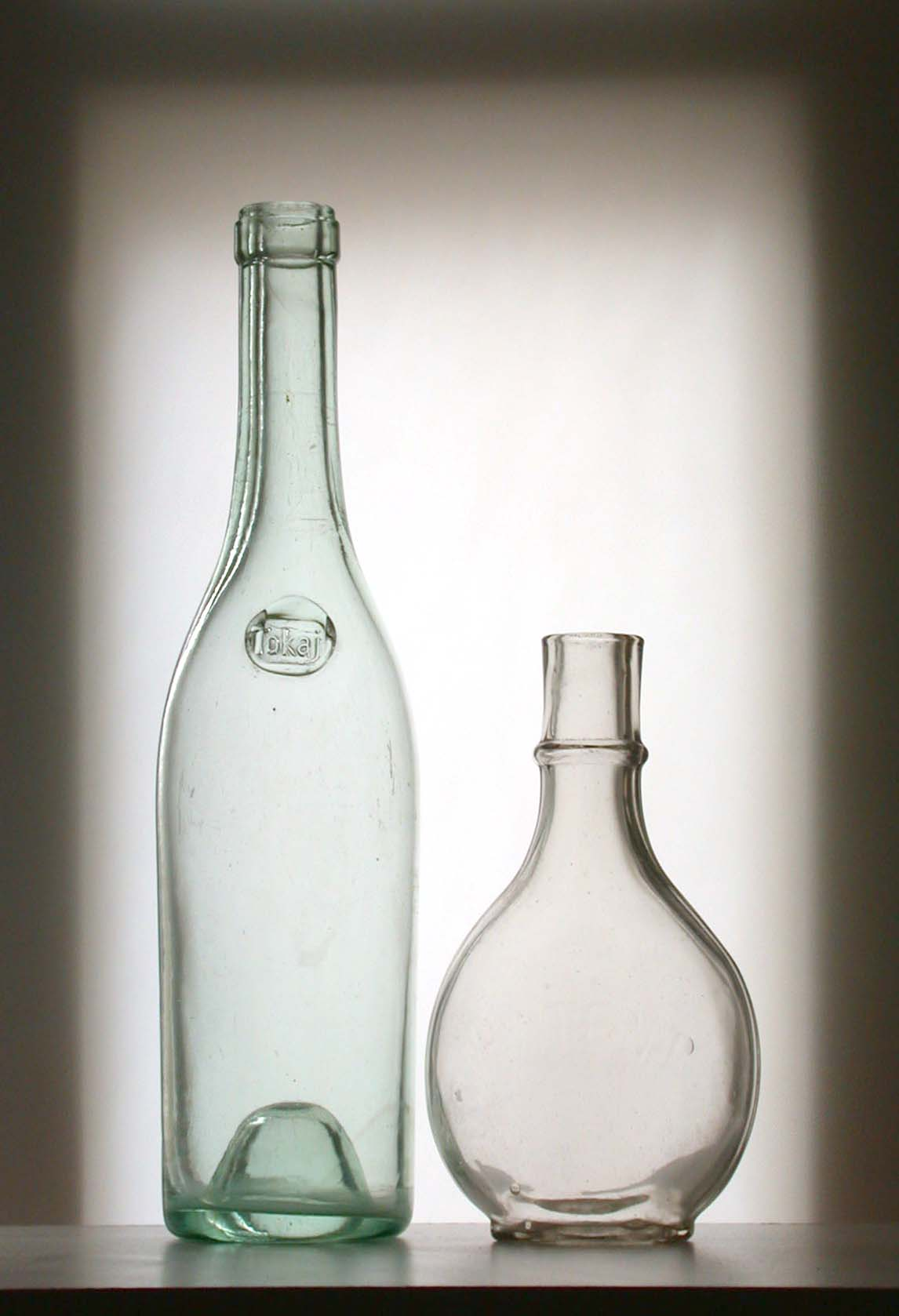
19. század végi tokaji palackok

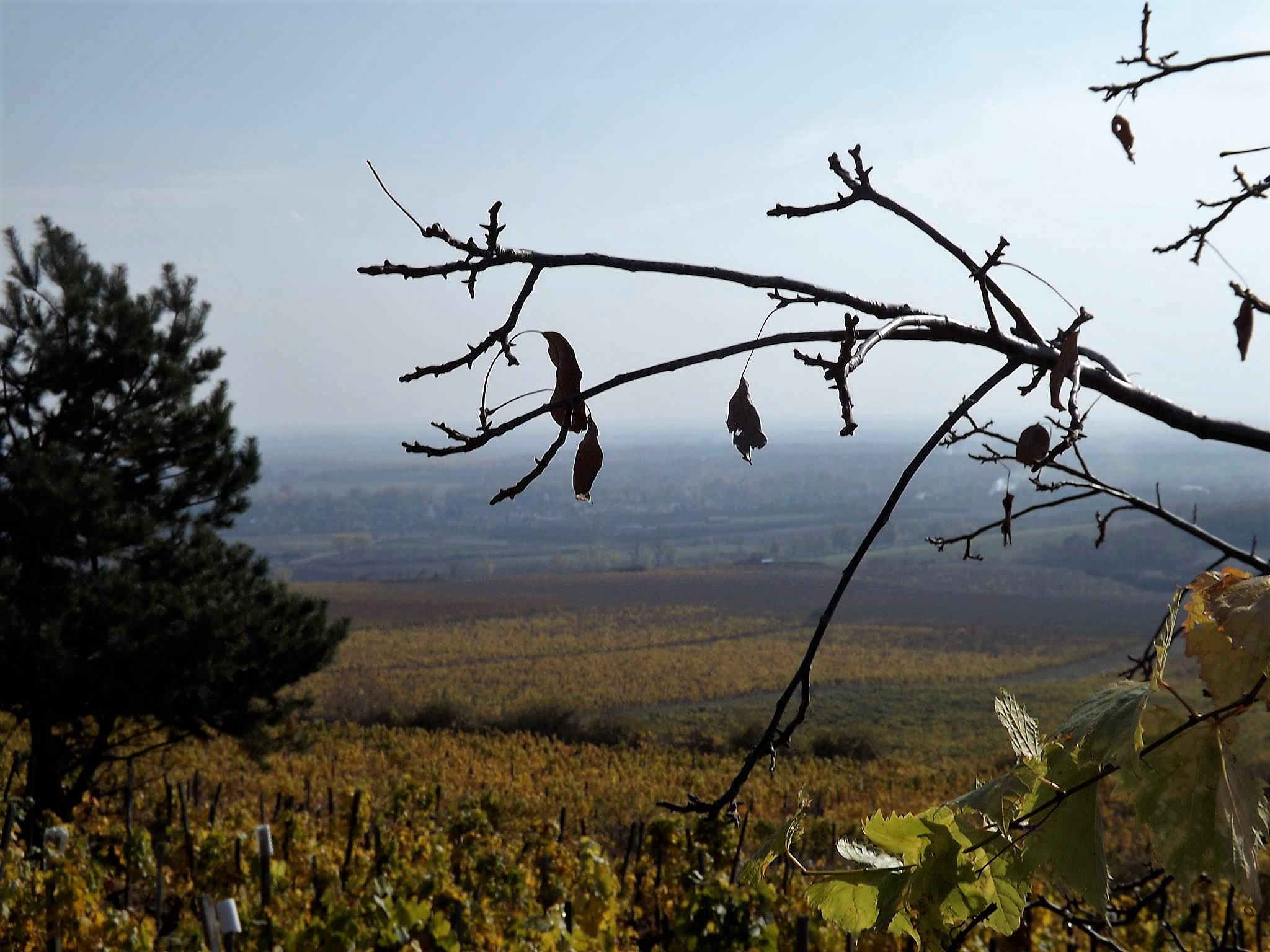
Hegyaljai táj

Hogy Tokaj környékének (Hegyalja) déli lejtőit kik ültették be szőlővel először, azt ma már biztonsággal megállapítani nem lehet. Annyi azonban bizonyos, hogy már a honfoglalás előtt is volt itt szőlőművelés.
A tatárjárás után az országba IV. Béla király hívott be újlatin nyelven beszélő szőlőműveseket, akik Olaszi (Bodrogolaszi), Sárospatak, Tállya (eredetileg a francia taille, 'irtás' 'erdőirtás' szóból) és Liszka (Olaszliszka) községekben telepedtek le. Ők, a minden bizonnyal vallon vincellérek voltak azok, akik megvetették a hegyvidék világhírének alapjait, magukkal hozva délebbre (vagy nyugatabbra) fekvő hazájuk jeles szőlőfajtáit, s a fejlettebb borkultúrájukat. Elképzelhető az is, hogy a legjelesebb hegyaljai szőlőfajta, a furmint is francia, netán olasz eredetű („mea nec Falernae temperant vites, neque Formiani pocula colles” Horatius).
Az aszúkészítés hirtelen megjelenése, valamint szőlőfajták átvétele arra utalnak, hogy a mohácsi vész után a Szerémi borvidékről is érkeztek onnan elmenekült vincellérek.

## A tokaji borok
Az alapborok mellett az aszúszemekkel kevert „élő” fürtök együtt feldolgozása révén készül a szamorodni, illetve évszázados technológia alkalmazásával a tájegység legfontosabb bora, az aszú. A tokaji borok a nemespenésszel borított falú, sokszor több száz méteres pincelabirintusokban elhelyezett fahordókban érlelődnek. A legjobb minőségű tokaji borokat Tokaj, Tarcal, Tolcsva, Mád, Bodrogkeresztúr, Erdőbénye, Sárospatak és Tállya községek környékén készítik.
A tokaji bor kitűnőségét Hegyalja talajának és éghajlatának sajátos együtthatása alakította ki. Ezt az is bizonyítja, hogy számos délibb fekvésű hegyvidéken kísérleteztek a tokaji szőlőfajták termelésével, azokat teljesen hegyaljai módon kezelték, az ott termelt borok mégis messze elmaradtak a hegyaljai borok mögött, de még fajtajellegük is teljesen elérő volt.
Hogy miként fejti ki a talaj és az éghajlat itt Hegyalján e páratlan átalakító képességét szőlőfajtáinkra, sőt az idegenből a Hegyaljára importált fajtákra is, erre többféle magyarázat is született. Egyesek szerint a Hegyalja trachyt-rhyolit málladék talaja a szőlő zamatanyagának képzéséhez kiválóbb mennyiségben szolgáltatja a megfelelő anyagokat, míg mások inkább éghajlati sajátosságokkal magyarázták a hegyaljai szőlő nagy cukortartalmát, s az abból sajtolt bor finomságát. Valószínű azonban, hogy a két tényező együttes hatásának köszönhető, vagyis mindkettő nélkülözhetetlen:
- A trachyt kőzetekből képződött talajféleségek a növényi tápanyagokon kívül előnyös fizikai tulajdonságukkal szolgálják a szőlőkultúrát, nagyfokú hőelnyelő képességüknél fogva nemcsak hamarabb melegszenek fel, mint más talajok, hanem a szőlő érési időszakában naplemente után is sokáig megtartják a meleget.
- Az éghajlat sajátossága főleg érés tekintetében érvényesül; forró nyár, szép egyenletes ősz, a nappal gyakori kánikulaszerű hőség, s később – októberben a deres hajnalokat követő verőfényes nappalok, s főleg, ha mindez kellő esőzésekkel váltakozik; beáll az aszúképződés, a hegyaljai szőlőérés koronája.

A Tokaji borvidék zárt térség, ami azt jelenti, hogy ide más területről származó szőlőt, mustot, bort – palackozott borok kivételével – behozni nem szabad. Ezzel a borvidék borai fokozott védelemben részesülnek.

### Tokaji aszú

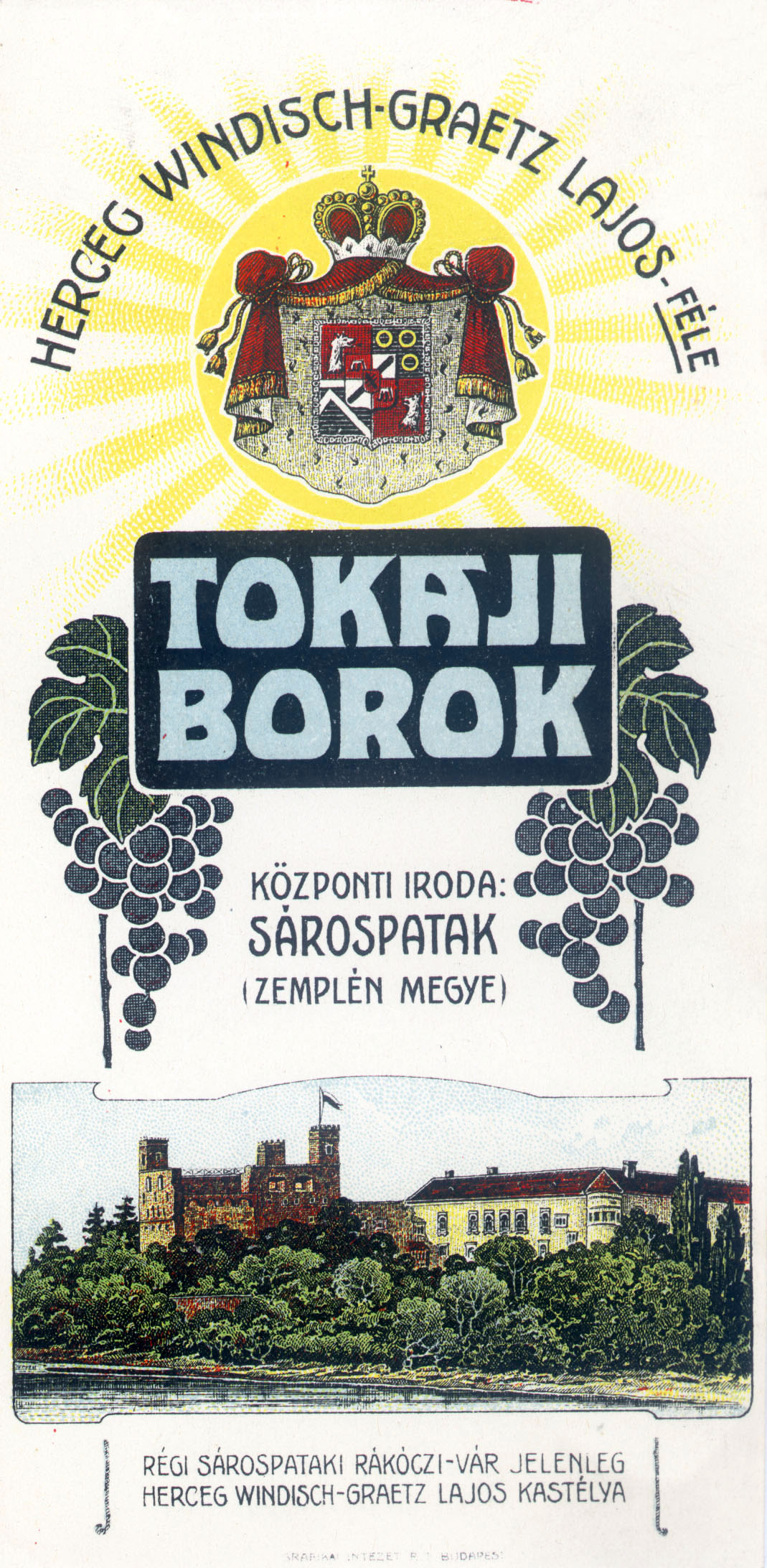
Herceg Windisch-Graetz Lajos borhirdetése – 1902

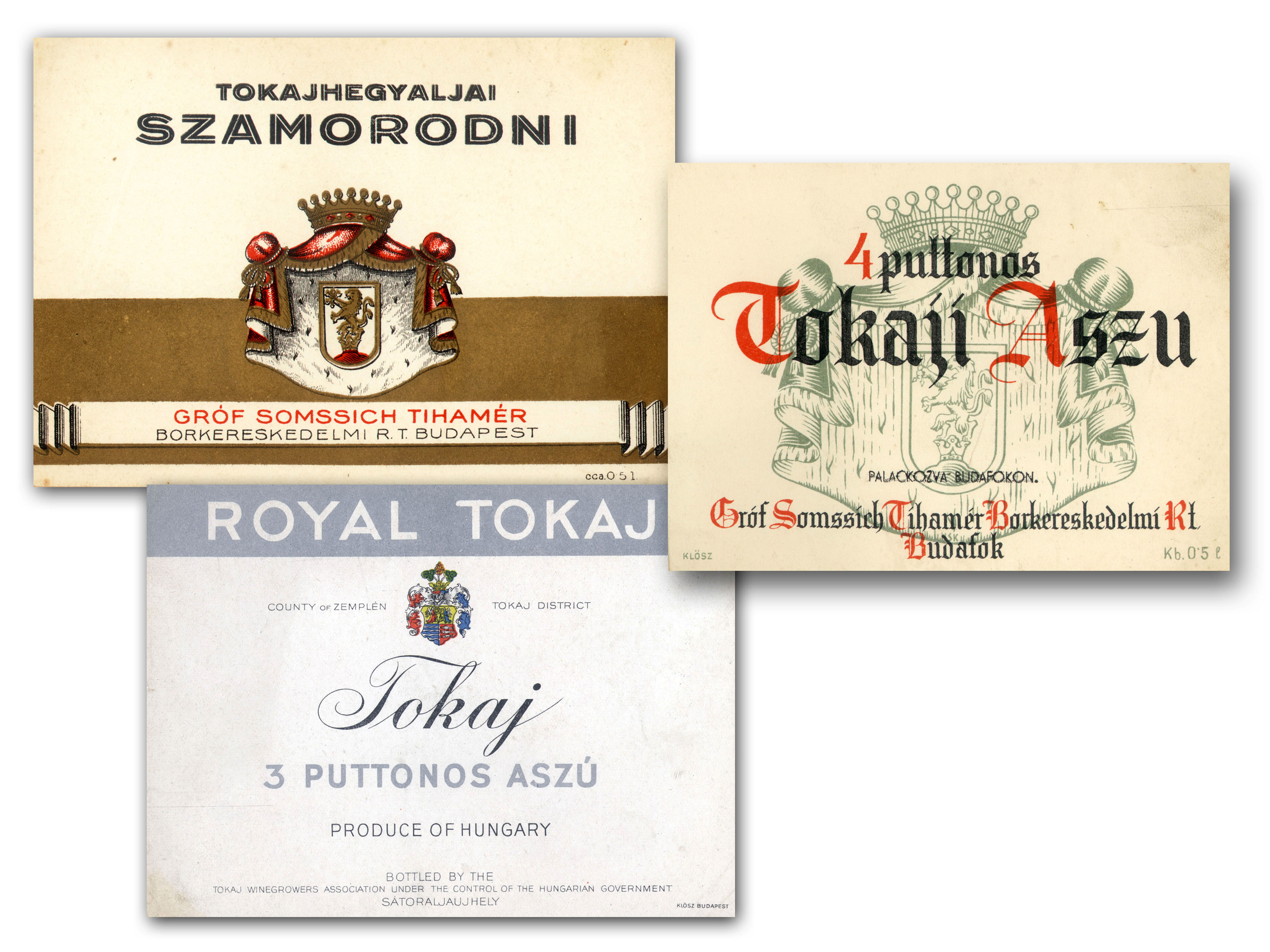
Tokaji borcímkék a 20. század elejéről

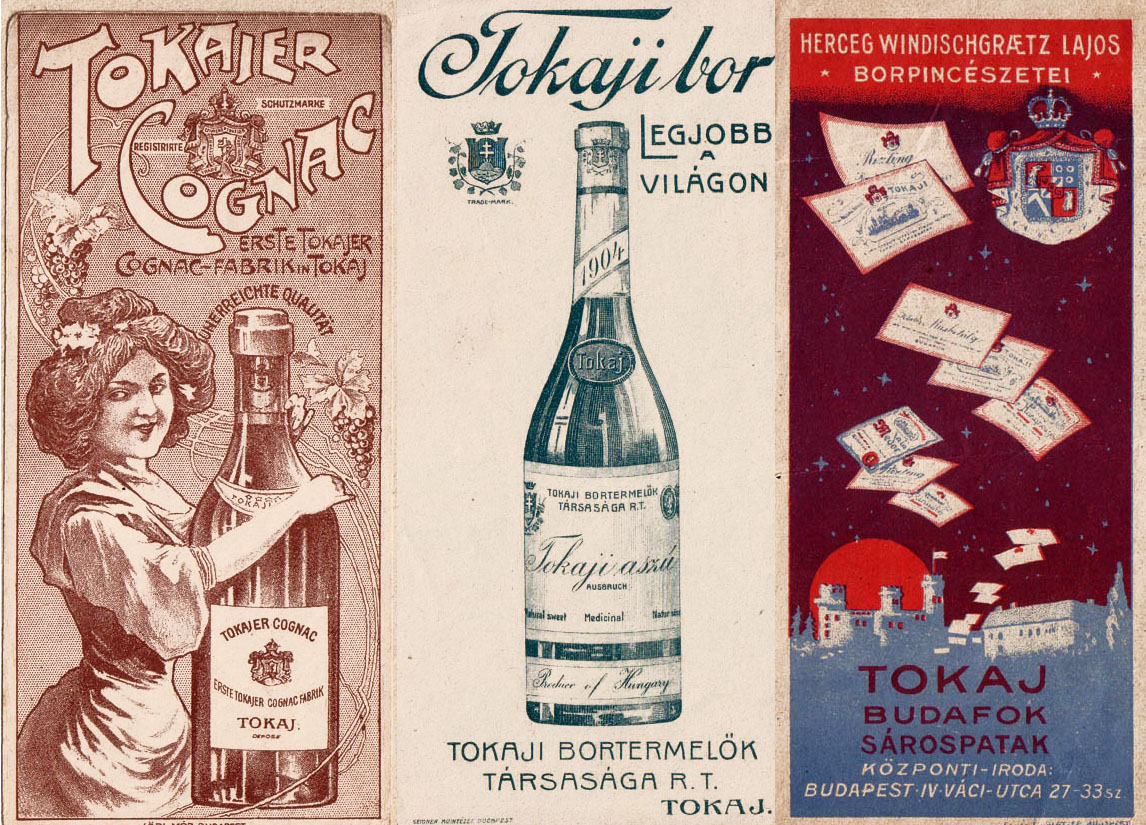
Aszú és szamorodni borreklámok a 20. század elejéről

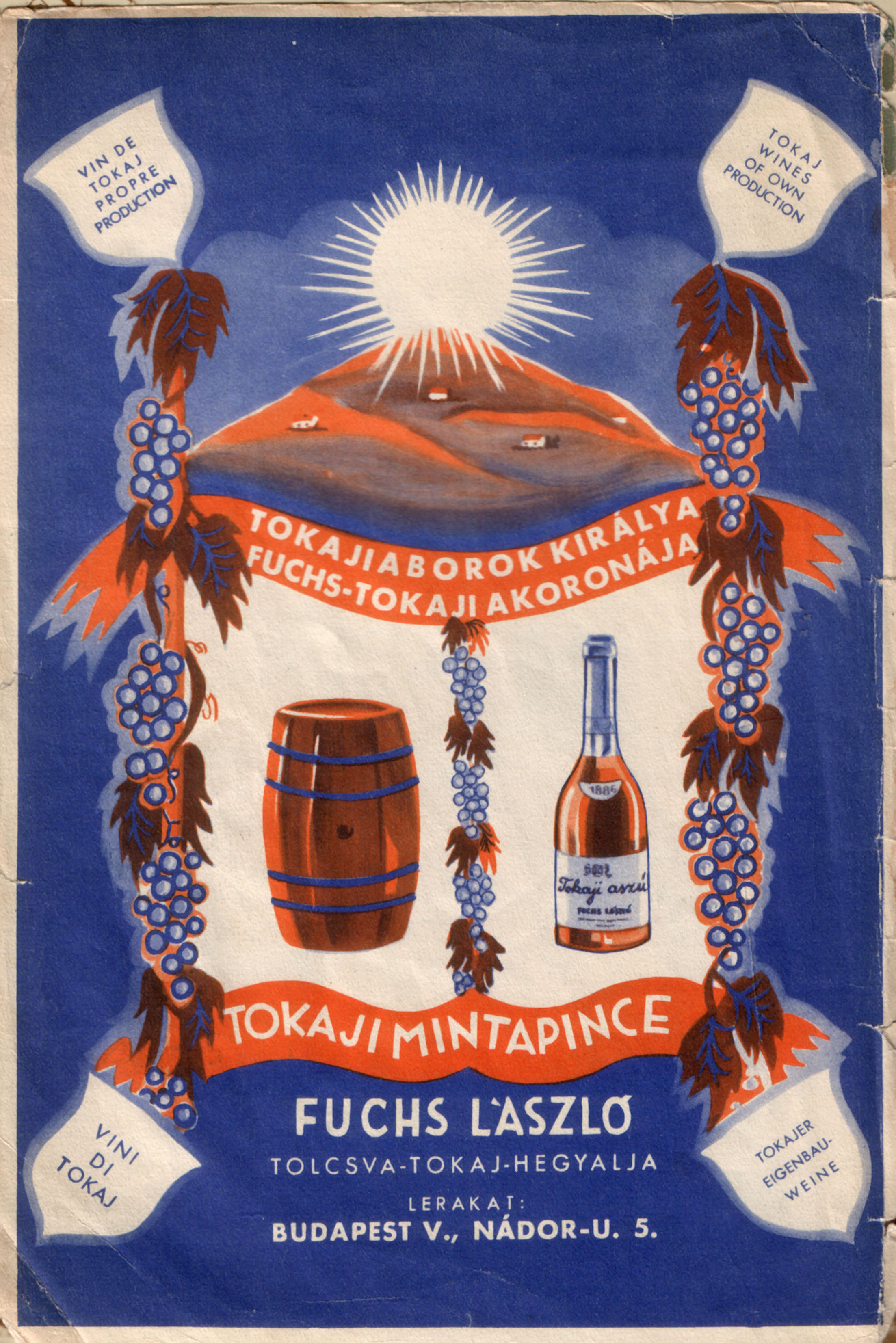
Tokaji borplakát 1938-ból

Tokaj a legnevezetesebb, világszerte ismert borvidékünk. Bár a szőlészetnek és borászatnak évezredes hagyományai vannak e térségben, világhíre azonban csak 17. században emelkedett, amikor a kései szüret és borkészítési eljárás eredményeként ismertté vált a tokaji aszú. Az aszú a tokaji bor koronája, mely 8-10 éves korában éri el palackképességét.
A legenda szerint az aszúbor készítését a 17. században Szepsi Laczkó Máté, Lorántffy Zsuzsanna udvari papja, majd később bényei (Erdőbénye) prédikátor találta fel, aki a fejedelemasszony újhelyi (Sátoraljaújhely) Oremus szőlőjének terméséből készítette az első nektárt, s azzal mint húsvéti borral, lepte meg úrnőjét. E történeti adat hitelességét Kazinczy Ferenc feljegyzése erősíti meg, aki Kazinczy Pétert, a fejedelemasszony jószágigazgatóját nevezte meg az említett feljegyzésben a történelmi adat forrásául. Ezt a legendát alaposan és hitelt érdemlően cáfolta meg azóta Zelenák István történész.
Zelenák István, Tokaj történésze azonban rátalált egy iratra, amely bizonyítja, hogy már jóval Szepsi Laczkó Máté előtt is ismerték az aszú bort. Garai Máté 1571-ben halt meg, és örökösödési levelében említést tesz több hordónyi „Asszú Szőlő Bor”-ról. Így az eddigi források szerint feltehető, hogy a Garaiak készítették az első ismert aszú bort.
Amikor XIV. Lajos megkóstolta a tokaji bort, a „le vin des rois et le roi des vins” elnevezéssel illette, ami latinul vált ismertté: „vinum regum, rex vinorum” (ejtése: vínum regum, rex vinórum), azaz „királyok bora, borok királya”.

### A tokaji máslás
A tokaji máslás az aszúnál megmaradt seprőre felöntött mustból készült borféleség.

### A tokaji bor hírneve
Régi, közismert mondás, hogy a tokaji bor a borok királya, és a királyok bora.
A muzsikusok között Mozartról hírlett, hogy kedvelt italai közé tartozott a Tokaji, sőt szövegírója, Lorenzo Da Ponte abbé is a hódolói közé tartozott. Feljegyezték, hogy 1786-ban, amikor a Don Giovanni szövegkönyvét írta, munka közben állandóan ott volt az asztalán egy palack jó tokaji.
A nagy német költő Goethe még a Faustba is beleszőtte Tokaj borának hírét. A Faust első részében, Auerbach pincéjében szerepelteti a tokajit. Brandler, a dőzsölő alakok egyike ezt mondja:
Brandler:
Megvallom én
A savanyút nem kedvelem
Adj nékem
Egy pohár igazi édes bort.
Mefiszto:
Azonnal kap kegyed
Egy pohár tokajit…
1815-ben Bécsben az ifjú Schubert kezébe került Gabriele Baumberg bécsi költőnőnek (Batsányi János későbbi feleségének) 1800-ban megjelent verseskötete. Közötte szerepelt az 1795 táján íródott „Lob des Tokayer” (A tokaji bor dicsérete) című bordala, amely annyira megragadta a fiatal zeneköltő fantáziáját, hogy néhány nappal később el is készítette zenei kompozícióját, a Tokaji bordal zenéjét. Baumberg költeménye korabeli fordításban így hangzik:
„Ó Tokaj, drága nedve
Királyi asztalon
Megnő lantomnak kedve,
Ha csepped ihatom,
Ha vágyom új gyönyörre,
Ha ismét szenvedek,
Te napként fölhevíted,
Félig holt szívemet
„Ó Tokaj, drága nedve
Te felséges barát,
Tőled velőm s a csontom
Erő, tűz járja át.
Új élet kél eremben
Ha iszom cseppjeid,
Nektárod italából
Engem új láng hevít.
„Ó Tokaj, drága nedve
Te királyi ital,
Legyen, mint gondűzőé
A tied ez a dal.
Ha mélyen sújt a bánat,
Deríted kedvemet,
Bátorrá lesz a gyáva,
Ha issza nedvedet…
Gróf Fáy István zenetudós, a pesti Nemzeti Színház zenei életének akkori irányítója 1854-ben levélben kereste meg Rossini mestert, a nagy zeneköltőt, hogy a Nemzeti részére készítsen el egy tetszőleges témájú operát vagy egy balett muzsikáját. (Akkoriban a Nemzeti volt hivatott operákat, balettet is bemutatni, csak később az Operaház megépülését követően vált ketté a komolyzenei és a prózai ág.) Rossini mester akkoriban már visszavonult, és nem teljesítette ezt a felkérést. Kedves levélben közölte mindezt Fáy intendánssal, s írását azzal fejezte be, hogy Magyarországot nagyon szereti, s a tokaji bor soha sem hiányzik asztaláról…

## Pincészetek
| Pincészet                                 | Tulajdonos                       | Kulcsemberek                                                       | Település       | Szőlőterület (ha) | Megjegyzés |
| ----------------------------------------- | -------------------------------- | ------------------------------------------------------------------ | --------------- | ----------------- | --- |
| Árvay Családi Pincészet                   | családi vállalkozás              | Árvay János                                                        | Rátka           | 17                | Az év bortermelője 2003 (Árvay János) |
| Bene Pincészet                            |                                  |                                                                    | Bodrogkeresztúr |                   | |
| Béres Szőlőbirtok és Pincészet            |                                  |                                                                    | Erdőbénye       | 45                | |
| Bodvin                                    |                                  |                                                                    | Mád             |                   | |
| Bodnár Pincészet Borház                   | családi vállalkozás              | Dr. Bodnár Sándor                                                  | Sátoraljaújhely |                   | |
| Budaházy- Fekete Kúria Pincészet          | családi vállalkozás              | Dávid Rémusz                                                       | Erdőbénye       | 15                | |

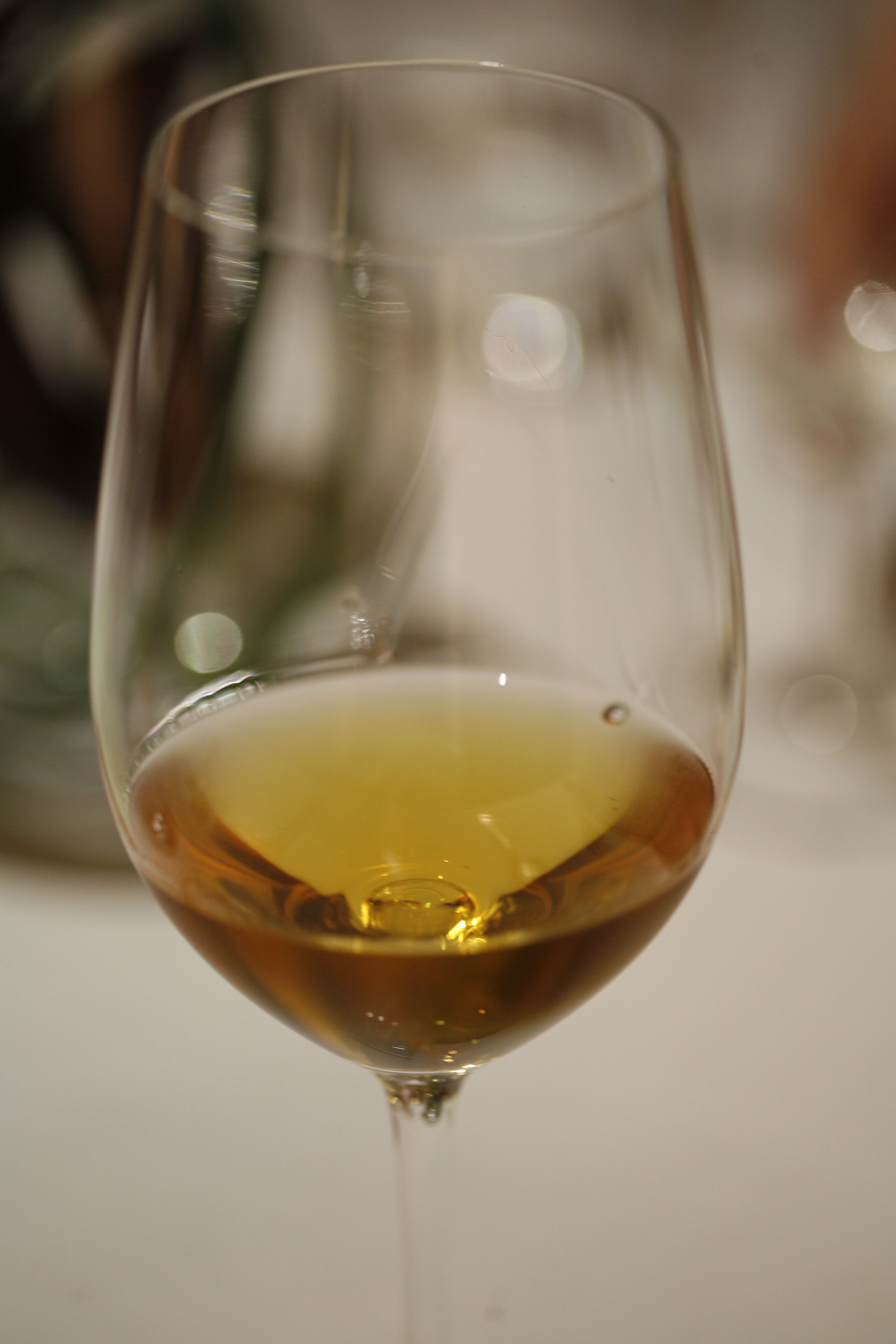
6 puttonyos tokaji aszú az Oremus pincészetből

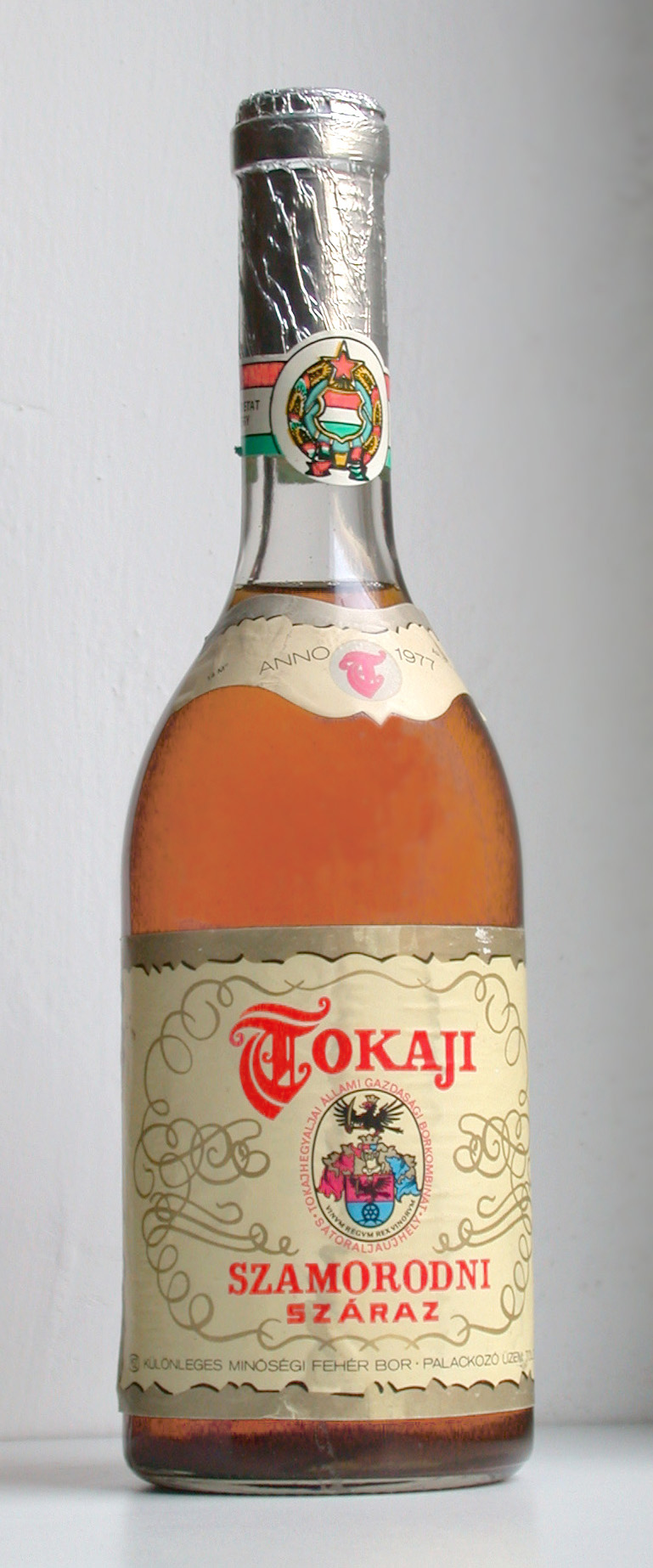
Amikor borkombinátban állították elő a Tokajit (1977)

| Demeter Zoltán Pincészet - Tokaj          | családi vállalkozás              | Demeter Zoltán                                                     | Tokaj           | 7                 | Borászok Borásza 2007 Magyarország legnépszerűbb borászata - Borbarát magazin (2007) Az év bora (Tokaji Furmint "Veres" 2009 - Wine Spectator - Matt Kramer - USA 2011) Az év bora - Tokaji Aszú 2008 - Borigo magazin (2015) 2018 legizgalmasabb borai - Tokaji Cuvée "Eszter" 2013 - Decanter UK (2019) |
| Demetervin                                |                                  |                                                                    | Mád             |                   | |
| Dereszla Pincészet                        |                                  |                                                                    | Bodrogkeresztúr | 60                | |
| Disznókő Szőlőbirtok                      | AXA-Millésimes (francia)         | Mészáros László (birtokigazgató)                                   | Mezőzombor      | 150               | Az év pincészete 2005 |
| Dobogó Pincészet                          | Zwack Izabella és Domokos Attila | Domokos Attila (borász)                                            | Tokaj           | 5                 | Magyarország Legszebb Szőlőbirtoka 2020 – Kisbirtok kategória |
| Eskol Pince                               |                                  |                                                                    | Tállya          |                   | |
| Evinor Pincészet                          | csaladi pincészet                | Simkò Sàndor                                                       | Sárospatak      | 25                | |
| Götz Pincészet                            | családi pincészet                | Götz István                                                        | Hercegkút       |                   | |
| Grand Tokaj Zrt.                          | Magyar Állam                     | Áts Károly (főborász)                                              | Tolcsva         | 70                | 1100 ha területről, 2000 kistermelőtől vásárol fel szőlőt |
| Gróf Degenfeld Pincészet                  |                                  |                                                                    | Tarcal          | 100               | |
| Hangavári                                 | családi pincészet                |                                                                    | Bodrogkisfalud  | 15                | |
| Hímesudvar                                | családi pincészet                | Várhelyi Péter                                                     | Tokaj           | 3                 | |
| Homoky család pincészete                  |                                  |                                                                    | Tállya          |                   | |
| Kőporosi és Gomboshegyi pincesor          |                                  |                                                                    | Hercegkút       |                   | |
| Kiss István Pincészete (Fitomark-94 Kft.) | családi vállalkozás              | Dr. Kiss István (borász)                                           | Tolcsva         | 35                | |
| Kun Lajos pincészete                      |                                  |                                                                    | Sárospatak      |                   | |
| Lengyel Ottó pincéje                      | családi vállalkozás              | Lengyel Ottó                                                       | Abaújszántó     | 1,5               | |
| Maison Aux Pois                           | családi pincészet                | Kulcsár Gábor                                                      | Mád             |                   | Decanter World Wine Awards, Bronz fokozat: Sauvignon Blanc, Furmint Blanc |
| Mádi Borház                               |                                  | Baranyai Béla (borász)                                             | Mád             |                   | |
| Monte Tokaj Szőlőbirtok és Pincészet      |                                  |                                                                    | Abaújszántó     |                   | |
| Patricius Borház                          | Kékessy Dezső, Kékessy Katinka   | Dr. Molnár Péter (birtokigazgató), Varga István (borászati vezető) | Bodrogkisfalud  | 85                | Az év pincészete 2016 |
| Rákóczi Pince                             |                                  |                                                                    | Sárospatak      |                   | |
| Royal Tokaji Borászat                     | (angol)                          |                                                                    | Mád             | 107               | Az év bortermelője 2012 (Áts Károly) |
| Sajgó Családi Pincészet                   |                                  |                                                                    | Tolcsva         |                   | |
| Samuel Tinon családi pincészete           |                                  |                                                                    | Olaszliszka     |                   | |
| Szepsy                                    | családi vállalkozás              | Szepsy István                                                      | Mád             | 49                | Az év bortermelője 2001 (Szepsy István) |
| Szilágyi Pincészet                        |                                  | Szilágyi László                                                    | Sátoraljaújhely |                   | |
| Tokaj-Hétszőlő Szőlőbirtok                | Michel Reybier (francia)         | Makai Gergely (borász)                                             | Tokaj           | 55                | |
| Tokaj Nobilis                             |                                  |                                                                    | Bodrogkeresztúr |                   | |
| Tokaj Oremus                              | Vega Sicilia (spanyol)           | Bacsó András                                                       | Tolcsva         | 115               | Az év pincészete 2003 |
| Tokaj Pendits                             |                                  |                                                                    | Abaújszántó     |                   | |
| Tóth Zoltán Pincészete                    | családi vállalkozás              | Tóth Zoltán                                                        | Sátoraljaújhely | 40                | |
| Varkoly Családi Pincészet                 |                                  |                                                                    | Szerencs        |                   | |
| Ungvári Pince                             |                                  |                                                                    | Sátoraljaújhely |                   | |